# Старі Марасани
Старі Мараса́ни (рос. Старые Марасаны) — присілок в Зав'яловському районі Удмуртії, Росія.
Знаходиться обабіч автодороги Іжевськ-Воткінськ, на безпосередній окраїні міста Іжевськ.

## Населення
Населення — 60 осіб (2012; 63 в 2010).
Національний склад станом на 2002 рік:
- росіяни — 89 %

## Урбаноніми[3]
- вулиці — Болотна, Верхня, Красногорська, Нижня